# Julius Jaenzon
Julius Jaenzon (født Joel Julius Jaenzon, 8. juli 1885 i Gøteborg – 17. februar 1961 i Stockholm), var en svensk filmfotograf og instruktør.
Jaenzon uddannede sig til portrætfotograf og kom i kontakt med filmen i 1905. Han filmede den første norske fiktionsfilm Fiskerlivets farer og arbejdede i en periode i USA. 
I 1910 blev han ansat som laboratoriechef og fotograf hos Svensk filmindustri. Han blev den første betydningsfulde filmfotograf i svensk film med ansvaret for fotografering i over 100 film. Han samarbejdede mest med instruktørerne Victor Sjøstrøm og Mauritz Stiller. Jaenzon var cheffotograf for Sjöströms Körkarlen (1920). Han var bror til filmfotografen Henrik Jaenzon. I en del film bliver Julius Jaenzons krediteret under navnet J. Julius.

## Filmografi
- 1932 – Svärmor kommer
- 1916 – Vingarne
- 1912 – Två svenska emigranters äfventyr i Amerika

### Instruktør
- 1930 – Ulla, min Ulla
- 1929 – Säg det i toner
- 1920 – Familjen Jaenzon
- 1912 – Samhällets dom

### Udvalgt fotografering
- 1948 – Livet på Forsbyholm
- 1946 – 91:an Karlsson. "Hela Sveriges lilla beväringsman"
- 1944 – Hans officiella fästmö
- 1942 – Löjtnantshjärtan
- 1941 – Göranssons pojke
- 1939 – Filmen om Emelie Högqvist
- 1937 – Vi går landsvägen
- 1936 – Johan Ulfstjerna
- 1935 – Bränningar
- 1934 – Sången om den eldröda blomman
- 1933 – En melodi om våren
- 1933 – Giftasvuxna döttrar
- 1932 – Sten Stensson Stéen från Eslöv på nya äventyr
- 1932 – Service de nuit
- 1931 – Markurells i Wadköping
- 1930 – Charlotte Löwensköld
- 1930 – Fridas visor
- 1930 – Mach' mir die Welt zum Paradies
- 1930 – För hennes skull
- 1930 – Ulla, min Ulla
- 1930 – Väter und Söhne
- 1929 – Säg det i toner
- 1929 – Hjärtats triumf
- 1928 – Synd
- 1927 – Hans engelska fru
- 1926 – Hon, den enda
- 1926 – Till Österland
- 1925 – Två konungar
- 1925 – Ingmarsarvet
- 1924 – Livet på landet
- 1924 – Gösta Berlings saga
- 1923 – Eld ombord
- 1923 – Gunnar Hedes saga
- 1923 – Karusellen
- 1922 – Vem dömer
- 1921 – Körkarlen
- 1920 – Mästerman
- 1919 – Herr Arnes pengar
- 1919 – Dunungen
- 1917 – Alexander den Store
- 1916 – Vingarne
- 1915 – När konstnärer älska
- 1915 – Judaspengar
- 1915 – Högsta vinsten
- 1915 – Strejken
- 1914 – Skottet
- 1914 – Stormfågeln
- 1914 – Bröderna
- 1914 – Kammarjunkaren
- 1914 – För sin kärleks skull
- 1913 – En pojke i livets strid
- 1913 – När kärleken dödar
- 1913 – På livets ödesvägar
- 1913 – Den moderna suffragetten
- 1913 – När larmklockan ljuder
- 1913 – Den okända
- 1913 – Äktenskapsbyrån
- 1913 – Barnet
- 1912 – Två svenska emigranters äfventyr i Amerika
- 1912 – Kolingens galoscher
- 1912 – Agaton och Fina
- 1912 – Det gröna halsbandet
- 1912 – Bränningar eller Stulen lycka
- 1911 – Opiumhålan